# Conseil départemental de Vaucluse
Le conseil départemental de Vaucluse est l'assemblée délibérante du département français de Vaucluse. Il est composé de 34 conseillers.
Renouvelé intégralement les 20 et 27 juin 2021, le conseil départemental entre en fonction lors de sa première réunion le 1er juillet suivant pour élire son président et son bureau.

## Historique
Le 26 février 1790, l’Assemblée constituante adopte, par décret, la création des départements sur les projets de découpage de Adrien Duport, Gérard de Lally-Tollendal, Emmanuel-Joseph Sieyès et Jacques-Guillaume Thouret, s'appuyant sur la carte de France dite de Cassini, récemment achevée.
Le Vaucluse ne devient le 87e département français qu'en 1793 par le décret du 25 juin 1793), deux ans après la réunion d'Avignon et du Comtat, possessions du Saint-Siège, au royaume de France le 14 septembre 1791.
La réalité départementale se confirme sous le Consulat (1800) qui installe le préfet détenant seul le pouvoir exécutif et le conseil général, simple assemblée délibérante. Les conseillers généraux, au départ notables désignés par le pouvoir central, sont ensuite élus au suffrage universel (loi du 3 juillet 1848).
Par la loi du 10 août 1871, le département devient juridiquement une collectivité territoriale et le conseil général reçoit une compétence globale pour régler les affaires d'intérêt départemental. Le renouvellement du conseil par moitié tous les trois ans et l'élection systématique du président après chaque élection sont désormais instaurés. Les conseillers sont, quant à eux, élus pour une durée de six ans au suffrage universel, à raison d'un par canton.
Il faut cependant attendre 1982 et les lois de décentralisation pour supprimer la tutelle préfectorale et pour que le président détienne le pouvoir exécutif et assure la préparation et la mise en œuvre de son budget.
À partir des élections de 2015, le conseil départemental remplace le conseil général et est renouvelé intégralement tous les six ans.

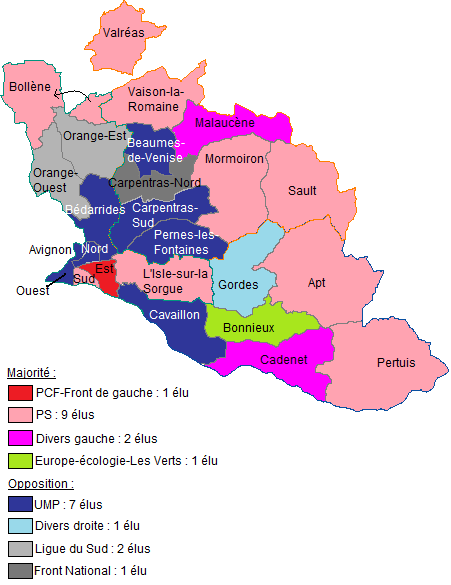
Couleur politique des cantons en 2011.

## Composition

### Élus actuels

Étiquettes politiques des conseillers départementaux de Vaucluse à la suite des élections de 2021.

Le conseil départemental de Vaucluse comprend 34 conseillers départementaux issus des 17 cantons de Vaucluse.
|                                        |       |       |      |
| Président du Conseil départemental     |       |       |      |
| Dominique Santoni (LR)                 |       |       |      |
| Parti                                  | Sigle | Sigle | Élus |
| Majorité (12 sièges)                   |       |       |      |
| Les Républicains                       |       | LR    | 10   |
| Parti radical                          |       | PR    | 1    |
| Divers droite                          |       | DVD   | 1    |
| Minorité (2 sièges)                    |       |       |      |
| Divers                                 |       | DIV   | 2    |
| Opposition de gauche (12 sièges)       |       |       |      |
| Parti socialiste                       |       | PS    | 5    |
| Divers gauche                          |       | DVG   | 4    |
| Europe Écologie Les Verts              |       | EÉLV  | 2    |
| Parti communiste français              |       | PCF   | 1    |
| Opposition d'extrême-droite (8 sièges) |       |       |      |
| Rassemblement national                 |       | RN    | 6    |
| Ligue du Sud                           |       | LdS   | 2    |

### Présidents
| Période                            | Période                      | Identité                     | Étiquette                    | Étiquette                    |
| Président du conseil général       | Président du conseil général | Président du conseil général | Président du conseil général | Président du conseil général |
| ---------------------------------- | ---------------------------- | ---------------------------- | ---------------------------- | ---------------------------- |
| octobre 1945                       | 1948                         | Gabriel Biron                |                              | SFIO                         |
| 9 mai 1948                         | 1951                         | Charles Martel               |                              | Rad.                         |
| 17 octobre 1951                    | 1970                         | Jules Niel                   |                              | Rad.                         |
| 1970                               | 1992                         | Jean Garcin                  |                              | PS                           |
| 1992                               | 1998                         | Régis Deroudilhe             |                              | RPR                          |
| 1998                               | 2001                         | Jacques Bérard               |                              | RPR                          |
| 2001                               | 2015                         | Claude Haut                  |                              | PS                           |
| Président du conseil départemental |                              |                              |                              |                              |
| 2015                               | 2021                         | Maurice Chabert              |                              | LR                           |
| 2021                               | En cours                     | Dominique Santoni            |                              | LR                           |

### Vice-présidents
| Poste | Conseiller départemental | Conseiller départemental | Parti | Délégation                                                |
| ----- | ------------------------ | ------------------------ | ----- | --------------------------------------------------------- |
| 1er   |                          | Thierry Lagneau          | LR    | Travaux, aménagement du territoire et sécurité            |
| 2e    |                          | Jean-Baptiste Blanc      | LR    | Finances et modernisation de l'action publique            |
| 3e    |                          | Corinne Robert-Testud    | LR    | Habitat, emploi, insertion et jeunesse                    |
| 4e    |                          | Suzanne Bouchet          | DVD   | Solidarité et handicap                                    |
| 5e    |                          | Pierre Gonzalvez         | LR    | Tourisme, communication et marketing territorial          |
| 6e    |                          | Dominique Santoni        | LR    | Sport, vie associative, éducation, collèges et transports |
| 7e    |                          | Jean-Marie Roussin       | LR    | Économie et développement numérique                       |
| 8e    |                          | Élisabeth Amoros         | LR    | Culture, culture provençale et patrimoine                 |
| 9e    |                          | Christian Mounier        | DVD   | Agriculture, eau et environnement                         |

## Organisation et compétences

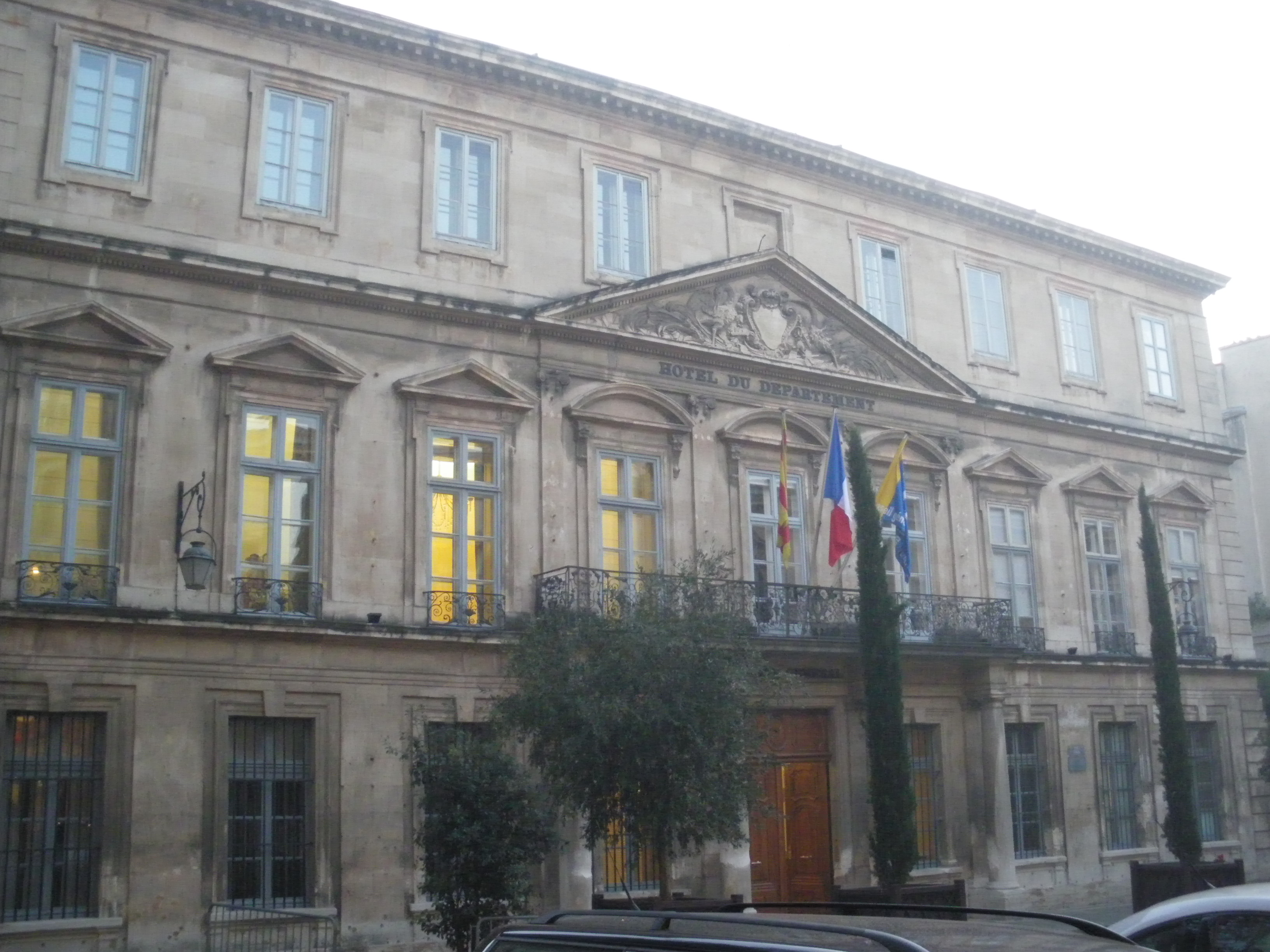
Siège du conseil départemental de Vaucluse à Avignon.

### Routes
Depuis le 1er avril 2007, le conseil départemental assure la gestion et l’entretien de 95 kilomètres de routes nationales transférées au département, ce qui porte le réseau routier à 2 450 km. Pour assurer cet entretien trois niveaux structurels ont été mises en place : un siège (Avignon, quatre agences routières départementales (Carpentras, L'Isle-sur-la-Sorgue, Pertuis et Vaison-la-Romaine) et onze centres d’entretien et d’exploitation routière (un dans chaque agence départementale et Cavaillon (centre de Pertuis), Apt (centre de l'Isle sur la Sorgue), Sault et Le Pontet (centre de Carpentras), Orange, Bollène et Valréas (centre de Vaison-la-Romaine).

### Espaces Départemental des Solidarités
Le conseil départemental de Vaucluse gère 16 espaces départemental des solidarités (EDeS). Ces EDeS ont quatre tâches essentielles :la lutte contre les exclusions, la Protection maternelle et infantile (PMI) et la protection de l’enfance (ASE) (prévention médicale, psychologique, sociale et d’éducation pour la santé des futurs parents et enfants, actions pour l’enfance en danger et prévention des mauvais traitements, actions de prévention, dépistage des handicaps des enfants de 0 à 6 ans, agrément et la formation des assistantes maternelles), l’aide aux personnes âgées et handicapées et la prévention sanitaire et les actions de santé.

### Services décentralisés
L'ensemble des services du conseil départemental de Vaucluse est relayé sur 5 Maisons du Département sur les communes d'Apt, Orange, L'Isle-sur-la-Sorgue, Carpentras et Sault où sont proposées aides et informations facilitant le quotidien des habitants à tous les âges de la vie.